# Staf Neel
Gustave (Staf) Neel (Antwerpen, 4 mei 1944 – 4 juli 2012) was een Belgische politicus.

## Biografie
Staf Neel behaalde een A1-diploma Handel in het niet-universitair hoger onderwijs in Antwerpen. Hij werkte vanaf 1963 voor de sociale huisvestingsmaatschappij Huisvesting-Antwerpen en was er van 1979 tot 2003 sociaal onderzoeker. Daarnaast was hij van 1970 tot 1979 bediende bij het Rijksfonds voor Sociale Reclassering van Mindervaliden.
Hij startte zijn politieke carrière binnen de socialistische beweging. Eind jaren 1960 werd hij secretaris van de Jongsocialisten-afdeling Antwerpen en bestuurslid van de BSP-afdeling Antwerpen. Van 1983 tot 1992 was hij bestuurslid van de SP-koepelafdeling van de stad Antwerpen. Ook was hij een tijdlang kabinetsmedewerker van BSP-minister Willy Calewaert.
Van 1971 tot aan zijn dood in 2012 zetelde Staf Neel in de Antwerpse gemeenteraad en van 1977 tot 1985 was hij tevens provincieraadslid van Antwerpen, een functie waarin hij zich toelegde op huisvesting en sociale zaken. 
In 1992 maakte hij de overstap naar het radicaal-rechtse Vlaams Blok, waardoor de toenmalige Antwerpse coalitie haar meerderheid kwijtraakte en de toenmalige coalitiepartners CVP en SP de Volksunie mee in de coalitie moesten opnemen. In 2003 bood tijdens de Visa-affaire toenmalig sp.a-schepen Kathy Lindekens haar ontslag aan. Staf Neel zou als langst zetelend gemeenteraadslid schepen worden en daarom trok Lindekens haar ontslag in.
Neel was van 1992 tot 2004 bestuurslid van de Vlaams Blok-afdeling van Antwerpen en van 1992 tot 2006 voorzitter van de afdeling van de partij in de regio Linkeroever. Daarnaast was hij van 1993 tot 2006 bestuurslid van de arrondissementiële afdeling van Antwerpen en zetelde hij van 1994 tot 2012 in de partijraad van Vlaams Blok/Vlaams Belang.
In mei 2003 werd hij voor het Vlaams Blok lid van de Kamer van volksvertegenwoordigers, waar hij zetelde tot aan de verkiezingen van juni 2007. Neel was een zeer actief Kamerlid dat meer dan 300 schriftelijke en mondelinge vragen stelde. Hij maakte deel uit van de commissies Landsverdediging, Legeraankopen en Verzoekschriften en was plaatsvervanger in de commissie voor Sociale Zaken, de commissie voor Bedrijfsleven, Wetenschapsbeleid, Onderwijs, Nationale Wetenschappelijke en Culturele Instellingen, Middenstand en Landbouw en de commissie voor Volksgezondheid, Leefmilieu en Maatschappelijke Hernieuwing.
Neel was binnen het Vlaams Belang een hevige tegenstander van de meer gematigde strekking rond Marie-Rose Morel en haar invloed binnen de partij en schaarde zich achter de radicalere groep rond Filip Dewinter en Gerolf Annemans. In juli 2012 overleed Neel op 68-jarige leeftijd aan uitgezaaide galkanker.